# Джапаридзе, Отар Михайлович
Отар Михайлович Джапаридзе (груз. ოთარ მიხეილის ძე ჯაფარიძე; 16 сентября 1921, Тифлис — 10 июля 2020) — советский и грузинский учёный-историк, археолог, академик Академии наук Грузии. Ректор Тбилисского государственного университета. Почётный гражданин Тбилиси.

## Биография
С 1929 по 1939 год учился в 25-й средней школе в Тбилиси. По окончании школы, в 1939 году поступил в Тбилисский университет, с отличием окончил исторический факультет ТГУ в 1943 году. В том же году был зачислен в аспирантуру. С 1944 по 1950 год работал младшим научным сотрудником в Государственном музее Грузии. В этот период, в 1948 году, защитил кандидатскую диссертацию.
В 1950—52 годах — старший научный сотрудник Института истории им. Ивана Джавахишвили. С 1952 года преподаёт в Тбилисском государственном университете, был ассистентом кафедры археологии и этнографии. В 1962 году защитил докторскую диссертацию.
В 1964 году присвоено звание профессора. В 1967 году он был назначен заведующим кафедрой археологии и этнографии. В следующем году, после разделения кафедры археологии и этнографии, возглавил кафедру археологии и руководил ей почти три десятилетия. С ноября 1997 года — профессор кафедры археологии ТГУ.
В 1979 году был избран член-корреспондентом Академии наук Грузинской ССР, а в 1993 году стал действительным членом Академии.
С 13 сентября по 15 октября 1991 года выполнял обязанности ректора ТГУ, был освобождён от должности по собственному желанию.
Отар Джапаридзе являлся одним из ведущих археологов Грузии. Он внёс большой вклад в изучение истории грузинского народа на ранних этапах, в изучение его этногенеза. Является автором более 120 научных работ.
Член редколлегии журнала «Советская археология». Лауреат государственной премии Грузии, почётный гражданин Тбилиси.